# Aviamilano
Aviamilano Costruzione Aeronautiche était un constructeur aéronautique italien. 

## Histoire
L’entreprise Aviamilano fut créée au milieu des années 1950 et a débuté en produisant le F.8L Falco dessiné par l’ingénieur Stelio Frati. À la suite d'une brouille entre celui-ci et la direction d’Aviamilano le Falco fut ensuite produit par Aeromere mais Aviamilano engagea l’ingénieur Ermenegildo Preti pour répondre à un concours de l’Aéro-Club d’Italie. Le P.19 Scricciolo fut construit à 50 exemplaires. C’est encore Stelio Frati qui dessina le F.250, version métallique du F.8L dont les droits furent cédés en 1964 à SIAI Marchetti. Aviamilano disparut en 1968 avec le décès de son fondateur, les planeurs alors en production étant repris par Caproni Vizzola.